# كوميديا إرجاعية

يلتقي الأدب بالسخرية في كوميديا الاستعادة. في هذا المشهد من الحب في حوض لـجورج اثيريج، الموسيقيون والسيدات المربيات يحيطن برجل يرتدي حوض الاستحمام لأنه فقد سرواله.

" كوميديا الاستعادة " هي كوميديا إنجليزية كُتبت وأديت في فترة الاستعادة من 1660 إلى 1710. كوميديا الأخلاق تستخدم كمرادف لهذا. بعد حظر العروض المسرحية العامة لمدة 18 عامًا من قبل النظام البيوريتاني ، كانت إعادة فتح المسارح في عام 1660 بمثابة نهضة للدراما الإنجليزية . شجع الملك تشارلز الثاني (1660–1685) اللغة الجنسية الفاضحة شخصيًا ومن خلال الأسلوب الفخم لمحكمته. يقول المؤرخ جورج نورمان كلارك
تضمنت الجماهير المتنوعة اجتماعيًا الأرستقراطيين وخدمهم وأتباعهم وشريحة رئيسية من الطبقة المتوسطة. لقد انجذبوا إلى الكوميديا من خلال الكتابة الموضعية الحديثة ، والمؤامرات المزدحمة والصاخبة ، وتقديم الممثلات المحترفات الأولى ، وصعود الممثلين المشهورين الأوائل. شهدت تلك الفترة أول كاتبة مسرحية محترفة ، أفرا بيهن .

## شركات المسرح

### شركات براءات الاختراع الأصلية ، 1660–1682
كان تشارلز الثاني راعيًا نشطًا ومهتمًا بالدراما. بعد فترة وجيزة من ترميمه في عام 1660 ، منح حقوق التدريج الحصرية ، ما يسمى براءات الاختراع الملكية ، لشركة King's Company وشركة Duke's Company ، بقيادة اثنين من المؤلفين المسرحيين من كارولين في منتصف العمر ، توماس كيليجرو وويليام دافينانت. تدافع الحاصلون على براءات الاختراع للحصول على حقوق أداء مسرحيات الجيل السابق جاكوبي وكارولين ، باعتبارها الضرورة الأولى للبقاء الاقتصادي قبل وجود أي مسرحيات جديدة. كانت أولويتهم التالية هي بناء مسارح براءات الاختراع الرائعة في Drury Lane وDorset Gardens ، على التوالي. سعيا للتغلب على بعضهما البعض ، انتهى Killigrew وDavenant بمسارح متشابهة تمامًا ، كلاهما من تصميم كريستوفر رين ، وكلاهما يوفر الموسيقى والرقص على النحو الأمثل ، وكلاهما مزود بمناظر متحركة وآلات متقنة للرعد والبرق والأمواج.
تخلى مسرحيو الاستعادة عن تقليد الهجاء الذي جسده مؤخرًا بن جونسون ، وكرسوا أنفسهم لكوميديا الأخلاق التي قبلت القانون الاجتماعي للطبقة العليا دون تمييز.
لم يكن جمهور فترة الاستعادة المبكرة محاطًا بشكل حصري ، كما كان يُفترض أحيانًا ، لكنه كان صغيرًا جدًا وكان بالكاد يستطيع دعم شركتين. لم يكن هناك احتياطي غير مستغل من اللاعبين العرضيين. شكلت عشرة عروض متتالية النجاح. أجبر هذا النظام المغلق الكتاب المسرحيين على الاستجابة بقوة للذوق الشعبي. ستتغير الموضات في الدراما تقريبًا أسبوعًا بعد أسبوع بدلاً من موسم تلو الآخر ، حيث استجابت كل شركة لعروض الأخرى ، وتم البحث عن مسرحيات جديدة بشكل عاجل. في هذا المناخ المحموم ، ولدت وازدهرت الأنواع الجديدة من الدراما البطولية والدراما المثيرة للشفقة وكوميديا الترميم.

### الشركة المتحدة ، 1682–1695
عانت كل من كمية ونوعية الدراما في عام 1682 عندما استوعبت شركة Duke الأكثر نجاحًا شركة King المتعثرة لتشكيل الشركة المتحدة. انخفض إنتاج المسرحيات الجديدة بشكل حاد في ثمانينيات القرن السادس عشر ، متأثراً بالاحتكار والوضع السياسي (انظر تراجع الكوميديا أدناه). كما انخفض تأثير ومداخيل الممثلين. في أواخر ثمانينيات القرن السادس عشر ، التقى المستثمرون المفترسون ("المغامرون") في الشركة المتحدة. تم الاستيلاء على الإدارة من قبل المحامي كريستوفر ريتش ، الذي حاول تمويل مجموعة متشابكة من الأسهم "المزروعة" والشركاء النائمين عن طريق خفض الرواتب وبشكل خطير من خلال إلغاء الامتيازات التقليدية لكبار الأداء ، الذين كانوا نجومًا لديهم نفوذ للقتال.

### حرب المسارح ، 1695 - 1700
كتب كولي سيبر ، الموظف الشاب في الشركة المتحدة ، أن مالكي الشركة "احتكروا المسرح ، وبالتالي افترضوا أنهم قد يفرضون الشروط التي يرضونها على شعبهم. [هم] لم يعتبروا أنهم كانوا كل هذا بينما كانوا يحاولون استعباد مجموعة من الممثلين الذين كان الجمهور يميل إلى دعمهم. "  كان الممثلون مثل الأسطوري توماس بيترتون ، والمأساة التراجيدية إليزابيث باري والكوميدية الشابة الصاعدة آن براسيجيردل ، من الجمهور إلى جانبهم ، وكانوا واثقين من ذلك.
حصل الممثلون على "ترخيص أداء" ملكي ، وبالتالي تجاوزوا ملكية ريتش لبراءات الاختراع الأصلية لشركة Duke's and King's Company منذ عام 1660 وشكلوا شركتهم التعاونية الخاصة. تم إنشاء هذا المشروع بقواعد تفصيلية لتجنب السلطة الإدارية التعسفية ، وتنظيم حصص الجهات العشرة ، وتحديد شروط الموظفين بأجر ، ومزايا المرض والتقاعد لكلا الفئتين. حظيت الجمعية التعاونية بفرصة الافتتاح في عام 1695 مع العرض الأول لفيلم ويليام كونجريف الشهير Love For Love والمهارة التي جعلت منه نجاحًا هائلاً في شباك التذاكر.
كان لدى لندن مرة أخرى شركتان متنافستان. لقد أدى اندفاعهم لجذب الجماهير إلى تنشيط دراما الاستعادة لفترة وجيزة ، ولكنهم وضعوها أيضًا على منحدر قاتل إلى القاسم المشترك الأدنى للذوق العام. من المعروف أن شركة ريتش قد عرضت أماكن جذب من نوع بارثولوميو فير - كيكرز عاليون ، مشعوذون ، راقصو حبال ، أداء حيوانات - في حين أن الممثلين المتعاونين ، بينما كانوا يناشدون الغطرسة من خلال وضع أنفسهم كشركة مسرحية شرعية واحدة في لندن ، لم يكونوا فوق الانتقام. "مقدمات يتلوها أولاد في الخامسة من العمر وخاتمات ترددها السيدات على ظهور الخيل".

## كوميديا
تعد التغييرات المتنوعة والمذهلة في الموضة نموذجية في كوميديا الاستعادة. على الرغم من أنه من المرجح أن يتم عرض وحدة "استعادة الدراما" التي يتم تدريسها لطلاب الجامعات بطريقة تجعل كل المسرحيات تبدو معاصرة ، إلا أن العلماء يتمتعون الآن بإحساس قوي بالتطور السريع للدراما الإنجليزية خلال هذه السنوات الأربعين وأسبابها الاجتماعية والسياسية. تم الاعتراف أيضًا بتأثير منافسة الشركات المسرحية واقتصاديات المسرح.
بلغت كوميديا الاستعادة ذروتها مرتين. وصل هذا النوع إلى مرحلة النضج الملحوظ في منتصف سبعينيات القرن السادس عشر مع روعة الأعمال الكوميدية الأرستقراطية. عشرون سنة عجاف اتبعت هذا العصر الذهبي القصير ، على الرغم من أن إنجاز أفرا بهن في الثمانينيات يمكن ملاحظته. في منتصف تسعينيات القرن التاسع عشر ، ظهرت نهضة كوميديا استعادة ثانية وجيزة تستهدف جمهورًا أوسع. تختلف أوقات الذروة الكوميدية في السبعينيات والتسعينيات من القرن السابع عشر اختلافًا كبيرًا عن بعضها البعض. تم إجراء محاولة أدناه لتوضيح تحول الذوق بين الأجيال من خلال وصف زوجة البلد (1675) والزوجة المستثارة (1697) بشيء من التفصيل. تختلف المسرحيتان في بعض النواحي النموذجية ، تمامًا كما يختلف فيلم هوليوود في الخمسينيات عن أحد أفلام السبعينيات. ومع ذلك ، لم يتم تقديم المسرحيات على أنها "نموذجية" لعقودهم. في الواقع ، لا توجد أعمال كوميدية نموذجية في سبعينيات القرن السادس عشر أو تسعينيات القرن التاسع عشر. حتى خلال فترات الذروة القصيرة ، استمرت أنواع الكوميديا في التحور والتكاثر.

### فهرس
1. ↑  George Henry Nettleton, Arthur British dramatists from Dryden to Sheridan p. 149. نسخة محفوظة 2023-08-11 على موقع واي باك مشين.
2. ↑  See also Antitheatricality.
3. ↑  Hume, 19–21.
4. ↑  Hodgart (2009) pp. 194 and 189. نسخة محفوظة 2023-08-11 على موقع واي باك مشين.
5. ↑  Hume, 17, 23.
6. ↑  Milhous, 38–48.
7. ↑  Milhous, pp. 51–55.
8. ↑  Milhous, p. 66.
9. ↑  Milhous, pp. 68–74.
10. ↑  Milhous, pp. 52–55.
11. ↑  Dobrée, xxi.

### المعلومات الكاملة للمراجع
- Colley Cibber, first published 1740, 1976, An Apology for the Life of Colley Cibber. London: J. M. Dent & Sons
- Bonamy Dobrée, 1927, Introduction to The Complete Works of Sir John Vanbrugh, vol. 1. Bloomsbury: The Nonesuch Press
- Elizabeth Howe, 1992, The First English Actresses: Women and Drama 1660–1700. Cambridge: Cambridge University Press
- Robert D. Hume, 1976, The Development of English Drama in the Late Seventeenth Century. Oxford: Clarendon Press
- Judith Milhous, 1979, Thomas Betterton and the Management of Lincoln's Inn Fields 1695–1708. Carbondale, Illinois: Southern Illinois University Press
- Fidelis Morgan, 1981, The Female Wits – Women Playwrights on the London Stage 1660–1720. London: Virago
- Jacqueline Pearson, 1988, The Prostituted Muse: Images of Women and Women Dramatists 1642–1737. New York: St. Martin's Press
- Lawrence Stone, 1990, Road to Divorce: England 1530–1987. Oxford: Oxford University Press
- William Van Lennep, ed., 1965, The London Stage 1660–1800: A Calendar of Plays, Entertainments & Afterpieces Together with Casts, Box-Receipts and Contemporary Comment Compiled From the Playbills, Newspapers and Theatrical Diaries of the Period, Part 1: 1660–1700. Carbondale, Illinois: Southern Illinois University Press